# 간반 보드

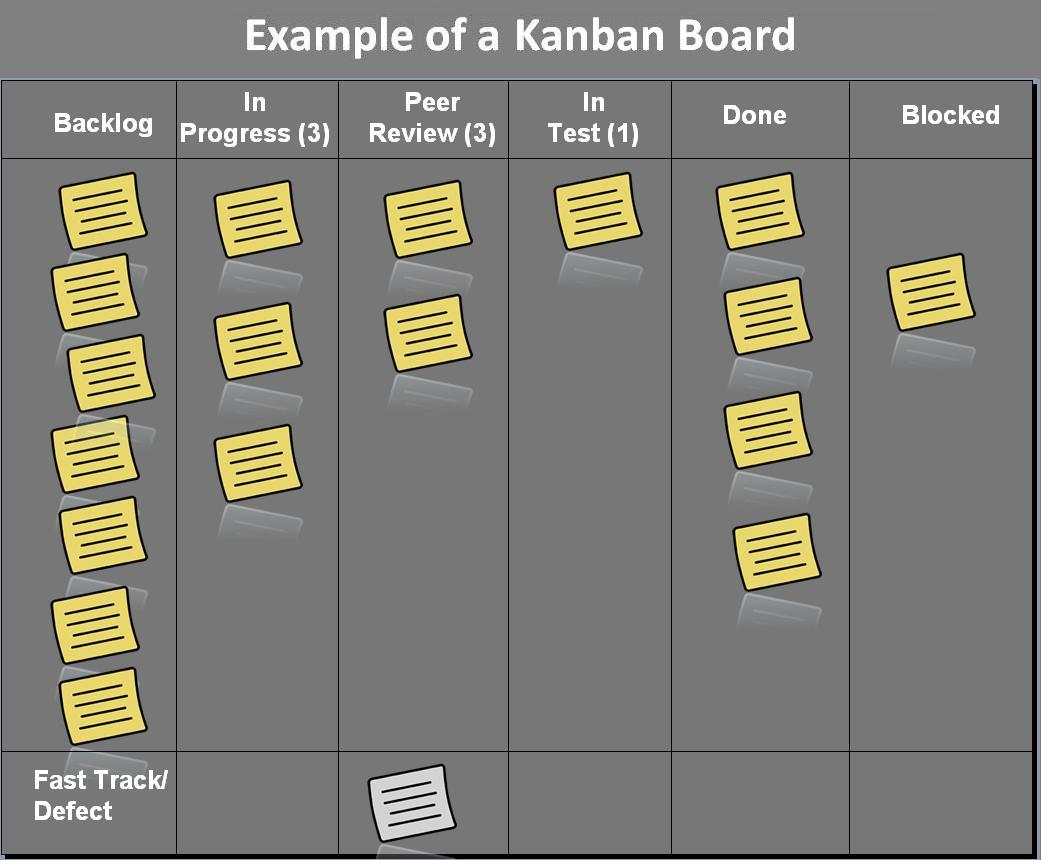
간반 보드

간반 보드(Kanban board)는 개인적인 수준에서나 조직적인 수준에서 작업을 관리하기 위해 간반을 구현하기 위해 사용할 수 있는 도구들 가운데 하나이다.
작업 항목 표현을 위해 카드들을 사용하고 각 프로세스 단계를 표현하기 위해 컬럼을 사용하여 시각적으로 다양한 단계의 프로세스의 일을 시각적으로 표현한다. 카드는 왼쪽에서 오른쪽으로 움직여 진행상황을 표현하고 작업을 수행하는 팀의 조율을 돕는다. 간반 보드는 제조 공정에서 지식 노동에 사용할 수 있다.

## 같이 보기
- 간반 (소프트웨어 개발)
- 스크럼 (애자일 개발 프로세스)
- Getting Things Done
- 프로젝트 관리